# Emil Biedrzycki
Emil Biedrzycki (n. 5 mai 1890, Suceava - d. 1975) a fost un romanist polonez, expert în literatura română.
A urmat liceul la Cernăuți, apoi studii de drept la Universitatea "Jan Kazimierz" din Liov. A fost vicepreședinte al organizației tineretului polonez „Ognisko”. După absolvirea facultății, a lucrat ca profesor de limba română la Universitatea din Liov și din anul 1933 șef al Departamentului de cultură și literatură română. În 1935 a publicat la Liov cartea "O scurtă istorie a literaturii române". El a fost trezorier al Societății Prietenii Franței. De asemenea, a predat la Școala Națională de Comerț și Economie din Liov.
După război, în perioada aprilie 1945 - august 1947, a fost director al Școlii economice din Miechów, apoi s-a mutat la Cracovia unde a lucrat la Institutul de Filologie Romanică a Universității Jageloniene.

## Opera
- Związki kulturalne polsko-rumuńskie - "Relațiile culturale polono-române" (Liga Polsko-Rumuńska, Liov, 1933)
- Zarys Dziejów literatury rumuńskiej - "O scurtă istorie a literaturii române" (Książnica-Atlas, Liov, 1935)
- Mikołaj Balcescu, rumuński pisarz i rewolucjonista - "Nicolae Bălcescu, scriitor și revoluționar român" (Państwowe Wydawnictwo Naukowe, Cracovia, 1961)
- Historia Polaków na Bukowinie - "Istoria polonezilor din Bucovina" (Wyd. Uniwersytetu Jagiellońskiego, Cracovia, 1973)

## Distincții primite
- Cavaler al Ordinului „Coroana României"
- Medalia română de aur cl. I pentru „servicii în domeniul educației"